# Stand By
Stand by (англ. Остаться») — композиция, представившая Сан-Марино на конкурсе песни Евровидение 2011 в Дюссельдорфе. Её исполнила итальянская певица Сенит.
Национальный вещатель Евровидения в Сан-Марино «San Marino RTV» воспользовался правом самостоятельно (без проведения национального отборочного тура) выбрать песню. Официальная премьера «Stand by» состоялась 11 марта 2011 года.
В середине марта появился официальный клип на песню «Stand by», часть которого была снята в одном из клубов Лондона (Великобритания), а остальное — в городе Сан-Марино (Сан-Марино). Режиссёром видео стал Марк Слопер. Помимо самой песни на английском языке Сенит также записала ещё две версии этой песни на немецком и русском.
Перед международными зрителями песня была представлена в первом полуфинале на конкурсе песни Евровидение 2011 10 мая под 12 номером программы. В финал по результатам телеголосования не прошла, заняв 16 место с 34 баллами.